# Can Carrau (Mataró)
Can Carrau és una obra noucentista de Mataró (Maresme) protegida com a Bé Cultural d'Interès Local.

## Descripció
Casal de planta baixa i dues plantes pis. Les obertures de la façana combinen la utilització dels arcs de mig punt i arcs carpanells molt rebaixats. Destaca la balconada de ferro treballat sustentat per quatre grans carteles al primer pis. Al segon pis quatre finestres amb arcs de mig punt separats per fines columnes. Rematant l'edifici hi ha tres ulls de bou de forma ovalada i una cornisa amb dentellons i acroteri. La façana presenta un estucat picat marcant els carreus en planta baixa i estucat llis a la resta, marcant garlandes al balcó i part de les obertures del primer pis.